# Home Bound
『Home Bound』（ホーム・バウンド）は、1980年10月21日に発売された、浜田省吾の6枚目のアルバム。

## 背景
キャッチコピーは『戻ってくるために 離れることが必要だった。 時代の混沌の中で見失った場所を探すために……』。
1970年代の浜田は、制作サイドの意向もあって職業作家的な曲作りを行っていた。しかし、本人の希望するサウンドとは大きく異なり、その間で悩んでいた。1979年にシングル「風を感じて」がヒットを記録し、ある程度、本人の意思も受け入れられるようになった。そこで浜田はアメリカでのレコーディングを希望し、憧れのロック・サウンドを手に入れることができた。本人が「第二のデビュー・アルバム」と語っている通り、それまでの作品とは大きく音楽性が変化したターニングポイントといえる重要作である。
1999年にリマスタリングされ再発された。

## アルバムタイトル
アルバム・タイトルはサイモン&ガーファンクルの「Homeward Bound」から来ている。「原点回帰」という意味も込められているが、ディレクターの須藤晃の発案で『Home Bound』という造語がタイトルとして使われた。

## レコーディング
浜田にとって初の海外レコーディングであり、ロサンゼルスでのレコーディングには浜田省吾と町支寛二の他に、スティーヴ・ルカサー（TOTO）、ニッキー・ホプキンス、ジェフ・バクスターといった現地の一流ミュージシャンが参加した。アレンジはすべて水谷公生が担当している。
もともとはジャクソン・ブラウンのバック・バンドを務めていたスタジオ・ミュージシャンのユニット「ザ・セクション」とのレコーディングを希望していた。しかし、ザ・セクションのメンバーがジャクソン・ブラウンのツアーに出てしまったため実現せず、その代わりとしてこのラインナップが用意された。
メロディは日本で作っていたが、歌詞はすべてアメリカで書いている。現地の風景やレコーディングでのサウンドに触発されて書かれたものが多い。

## アルバムアートワーク
現在でも浜田のアルバムジャケット製作を担当している田島照久は、この作品で初めて起用している。

## 制作時のエピソード
- TOTOのギタリストであるスティーヴ・ルカサーが参加しているが、世界的な人気ミュージシャンであるルカサーが本当に来てくれるのか疑心暗鬼だった。するとレコーディング当日、大きく「TOTO」と書かれたツアー・トラックでスタジオに現れたルカサーを見て、一同は興奮したという。町支寛二によると、当時のルカサーは若干天狗になっていたらしいが、水谷と町支の二人は惚れ惚れしながらルカサーのプレイを間近で見ていた。
- ピアノで参加しているニッキー・ホプキンスは、浜田の楽曲を非常に気に入り、「一緒にツアーをやろう」と持ちかけた。最初は社交辞令かと思っていたが、その後も何度も話を持ちかけられ、日本に帰る最終日にもその話をされて、住所と電話番号を書いた紙まで渡された。ホプキンスは1994年に死去しており、ツアーは実現していない。

## 記録
1996年時点での累計売上は305,734枚（アナログ盤・CD・カセットを合わせた総計）。

## 収録曲

### LP盤
| 全作詞・作曲: 浜田省吾、全編曲: 水谷公生。 |                                                        |          |            |      |
| #                                          | タイトル                                               | 作詞     | 作曲・編曲 | 時間 |
| 1.                                         | 「終りなき疾走」(All For Run)                          | 浜田省吾 | 浜田省吾   | 4:21 |
| 2.                                         | 「東京」(Tokyo)                                        | 浜田省吾 | 浜田省吾   | 4:45 |
| 3.                                         | 「丘の上の愛」(Love On The Hill)                       | 浜田省吾 | 浜田省吾   | 5:03 |
| 4.                                         | 「あばずれセブンティーン」(A Seventeen-Year-Old Bitch) | 浜田省吾 | 浜田省吾   | 3:53 |
| 5.                                         | 「傷心」(Broken Heart)                                 | 浜田省吾 | 浜田省吾   | 5:09 |
| 合計時間:                                  | 合計時間:                                              | 23:11    |            |      |

| 全作詞・作曲: 浜田省吾、全編曲: 水谷公生。 |                                        |          |            |      |
| #                                          | タイトル                               | 作詞     | 作曲・編曲 | 時間 |
| 1.                                         | 「今夜こそ」(Tonight)                  | 浜田省吾 | 浜田省吾   | 4:30 |
| 2.                                         | 「反抗期」(Teenage Blue)               | 浜田省吾 | 浜田省吾   | 3:53 |
| 3.                                         | 「ガラスの部屋」(Glass-Made Room)      | 浜田省吾 | 浜田省吾   | 3:34 |
| 4.                                         | 「明日なき世代」(Desperate Generation) | 浜田省吾 | 浜田省吾   | 4:58 |
| 5.                                         | 「家路」(Home Bound)                   | 浜田省吾 | 浜田省吾   | 6:57 |
| 合計時間:                                  | 合計時間:                              | 23:52    |            |      |

### CD盤
| 全作詞・作曲: 浜田省吾、全編曲: 水谷公生。 |                                                        |          |            |      |
| #                                          | タイトル                                               | 作詞     | 作曲・編曲 | 時間 |
| 1.                                         | 「終りなき疾走」(All For Run)                          | 浜田省吾 | 浜田省吾   | 4:21 |
| 2.                                         | 「東京」(Tokyo)                                        | 浜田省吾 | 浜田省吾   | 4:45 |
| 3.                                         | 「丘の上の愛」(Love On The Hill)                       | 浜田省吾 | 浜田省吾   | 5:03 |
| 4.                                         | 「あばずれセブンティーン」(A Seventeen-Year-Old Bitch) | 浜田省吾 | 浜田省吾   | 3:53 |
| 5.                                         | 「傷心」(Broken Heart)                                 | 浜田省吾 | 浜田省吾   | 5:09 |
| 6.                                         | 「今夜こそ」(Tonight)                                  | 浜田省吾 | 浜田省吾   | 4:30 |
| 7.                                         | 「反抗期」(Teenage Blue)                               | 浜田省吾 | 浜田省吾   | 3:53 |
| 8.                                         | 「ガラスの部屋」(Glass-Made Room)                      | 浜田省吾 | 浜田省吾   | 3:34 |
| 9.                                         | 「明日なき世代」(Desperate Generation)                 | 浜田省吾 | 浜田省吾   | 4:58 |
| 10.                                        | 「家路」(Home Bound)                                   | 浜田省吾 | 浜田省吾   | 6:57 |
| 合計時間:                                  | 合計時間:                                              | 47:03    |            |      |

## 楽曲解説
1. 終りなき疾走
  - 新しいアルバムの幕開けを飾る象徴的なロックナンバー。それまでの迷いを吹っ切るような力強い曲で、現在でもライブなどで人気が高い。
2. 東京
  - 4年に渡るロングツアー「ON THE ROAD 2001」の演奏では、歌詞に若干の変更があった。
3. 丘の上の愛
  - ロサンゼルスの丘の上に建ち並ぶ高級住宅街を見て書かれた。
4. あばずれセブンティーン
  - 矢沢永吉や甲斐バンドのフィルム・コンサートの前座で歌っていた時代に作った曲。ただし、その頃とは若干歌詞が異なる。山口百恵に提供する予定で書いたが採用されなかった。その時期に、甲斐よしひろが浜田が歌っていたこの曲を気に入り、1978年にリリースされたアルバム『翼あるもの』でカバーしている。甲斐がカバーする際に、「『レコーディングをしないならオレにくれ』といってもらった」と発売当時の雑誌のインタビューで話している。
5. 傷心
  - 収録曲の中で意外に評判が良かった楽曲で、あまりアメリカには無いタイプのメロディだったため、参加したミュージシャン達に気に入られていたという。
  - 発売当時、水谷公生が札幌に行った時に「傷心」が至る所に流れており、水谷が地元の人に訊いたところ、地元の有線でこの楽曲が1位を獲得していたという[5]。水谷は、この楽曲について「音楽の気持ちよさと曲の切なさと彼の声、僕はこの曲が素晴らしい曲だと思う。心がキュンとするしロマンチックだなと思いますね」と語っている[5]。
6. 今夜こそ
7. 反抗期
  - アルバム収録曲の中で、最初に作られた楽曲。歌詞はアメリカに向かう飛行機の中で書かれた。
8. ガラスの部屋
9. 明日なき世代
クレジットに表記はないが、アルバムバージョンである。
10. 家路
  - こちらも「ON THE ROAD 2001」で歌詞の変更があった。そのことについて浜田は「このままでは歌えないと思った」と語っている。そのバージョンは2006年のベストアルバム『The Best of Shogo Hamada vol.2』に収録されている。現在でも非常に人気の高い曲で、2009年に実施されたファンクラブでの人気投票では1位だった。

## 参加ミュージシャン
| 終りなき疾走 - Drums：Mike Baird - Bass：Scott Chambers - Guitar：Steve Lukather, Steve Sykes, Joey Brasler - Acoustic Piano：Nicky Hopkins - Hammond Organ：Greg Mathieson - Sax：Larry Williams - Solo Guitar：Steve Lukather - Chorus：町支寛二 東京 - Drums：Mike Baird - Bass：John Pierce - Guitar：Steve Lukather, Steve Sykes - Acoustic Piano：Nicky Hopkins - Synthesizer：Michael Boddicker - Percussion：Lenny Castro - Solo Guitar：Steve Lukather - Chorus：町支寛二 丘の上の愛 - Drums：Mike Baird - Bass：Scott Chambers - Guitar：Fred Tackett - Acoustic Piano, Solina, Fender Rhodes & Wurlitzer Electric Piano：Nicky Hopkins - Solo Guitar：Fred Tackett - Chorus：町支寛二 あばずれセブンティーン - Drums：Mike Baird - Bass：Scott Chambers - Guitar：Steve Sykes, Joey Brasler - Wurlitzer Electric Piano：Nicky Hopkins - Brass Section：Jerry Hey, Kim Hutchcroft, Larry Williams, Bill Green, Al Vizzutti - Solo Guitar：Joey Brasler - Chorus：町支寛二 傷心 - Drums：Mike Baird - Bass：Scott Chambers - Guitar：Steve Sykes - Fender Rhodes：Nicky Hopkins - Synthesizer：Michael Boddicker - Harmonica：Tom(my) Morgan | 今夜こそ - Drums：Mike Baird - Bass：Scott Chambers - Guitar：Jeff Baxter, Steve Sykes, Joey Brasler - Guitar Synthesizer：Jeff Baxter - Acoustic Piano：Nicky Hopkins - Hammond Organ：Greg Mathieson - Percussion：Renny Castro - Brass Section：Jerry Hey, Kim Hutchcroft, Larry Green, Al Vizzutti - Solo Guitar：Jeff Baxter - Chorus：町支寛二 反抗期 - Drums：Mike Baird - Bass：Scott Chambers - Guitar：Jeff Baxter, Steve Sykes, Joey Brasler - Acoustic Piano：Nicky Hopkins - Hammond Organ：Greg Mathieson - Solo Guitar：Jeff Baxter - Chorus：町支寛二 ガラスの部屋 - Drums：Mike Baird - Bass：Scott Chambers - Guitar：Jeff Baxter, Steve Sykes, Joey Brasler - Acoustic Piano：Nicky Hopkins - Hammond Organ：Greg Mathieson - Solo Guitar：Jeff Baxter - Chorus：町支寛二 明日なき世代 - Drums：Mike Baird - Bass：Scott Chambers - Guitar：Jeff Baxter, Joey Brasler - 12st. Guitar：Mark Goldenberg - Acoustic Piano：Nicky Hopkins - Hammond Organ：Greg Mathieson - Solo Guitar：Steve Sykes - Chorus：町支寛二 家路 - Drums：Mike Baird - Bass：Scott Chambers - Guitar：Steve Lukather, Steve Sykes - Acoustic Piano：Nicky Hopkins - Hammond Organ：Greg Mathieson - Solo Guitar：Steve Lukather |